# Википедија на баскијском језику
Википедија на баскијском језику или Википедија на еускари или Википедија на баскуенсеу (баск. Euskarazko Wikipedia) је верзија Википедије на баскијском језику, слободне енциклопедије, која данас има 463.894 чланака и заузима на листи Википедија 29. место.